# Derolus spurius
Derolus spurius là một loài bọ cánh cứng trong họ Cerambycidae.